# Čeněk Klásek
Čeněk Klásek, křtěný Vincenc Petr (narozen 16. července 1879, Veřechov u Horažďovic - 30. dubna 1965, Poděbrady ) byl učitel, malíř, redaktor a spisovatel literatury pro mládež. 

## Život
Narodil se jako Vincenc Petr Klásek v rodině chalupníka Václava Kláska a jeho ženy Marie rodem Hradské z Kladrub.. Později používal výhradně českou podobu svého křestního jména Čeněk. Vystudoval učitelský ústav v Plzni. Po jeho absolvování působil jako učitel na školách na Poděbradsku. pro svou slabší tělesnou konstiuci byl uznán neschopným vojenské služby. K armádě byl povolán až během první světové války, pro nedostatek učitelů byl ale z vojenské služby vyreklamován.
Vedle své učitelské činnosti se věnoval i práci kulturní a vlastivědné. Pořádal přednášky a psal články do místního tisku. Ve Vestci u Křince na Nymbursku založil ochotnický soubor a namaloval pro něj oponu s výjevem kněžny Libuše, která prorokuje slávu Prahy.
Za nacistické okupace se zapojil do odbojové činnosti. Byl zatčen a vězněn, z vězení se vrátil s podlomeným zdravím. Pracoval pak jako archivář a pracovník poděbradského muzea.

## Spisy
Je autorem několika spisů:
- O chytré lišce : Národní pohádka, V Praze : Ústřední nakladatelství a knihkupectví učitelstva československého, 1928
- O hloupém medvědu : ruská pohádka, Praha : Dědictví Komenského, 1929

Jako redaktor a spoluautor se podílel na sešitovém vydávání díla Poděbradsko : obraz minulosti i přítomnosti.